# Sidiailles
Sidiailles település Franciaországban, Cher megyében. Lakosainak száma 295 fő (2022. január 1.). Sidiailles Saint-Éloy-d’Allier, Saint-Palais, Viplaix, Culan, Préveranges, Saint-Maur és Saint-Saturnin községekkel határos.

## Népesség
A település népessége az elmúlt években az alábbi módon változott:
| Lakosok száma | 584  | 467  | 375  | 313  | 308  | 305  | 303  | 295  | 295  | 295  |
|               | 1968 | 1982 | 1990 | 2006 | 2013 | 2015 | 2017 | 2019 | 2020 | 2022 |